# Selenariopsis gabrieli
Selenariopsis gabrieli är en mossdjursart som beskrevs av Maplestone 1913. Selenariopsis gabrieli ingår i släktet Selenariopsis och familjen Eurystomellidae. Inga underarter finns listade i Catalogue of Life.